# آنری شومت
آنری شومت (فرانسوی: Henri Chomette‎؛ ۳۰ مارس ۱۸۹۶ – ۱۵ ژوئن ۱۹۴۱) هنرپیشه، نویسنده، کارگردان فیلم اهل فرانسه بود.
وی کارگردان فیلم‌هایی همچون درباره یک بازجویی بوده‌است.